# Розчин інвертно-нафтоемульсійний
Розчин інвертно-нафтоемульсійний (рос. раствор инвертно-нефтеэмульсионный; англ. invert oil-emulsion mud; нім. inverte Ölemulsionsbohrspülung f) — емульсія типу «вода у нафті», де прісна або солона вода є дисперсною фазою, а дизельне пальне, сира або якась інша нафта — дисперсійним середовищем. Вода збільшує в'язкість, а нафта її зменшує.